# DNSCrypt

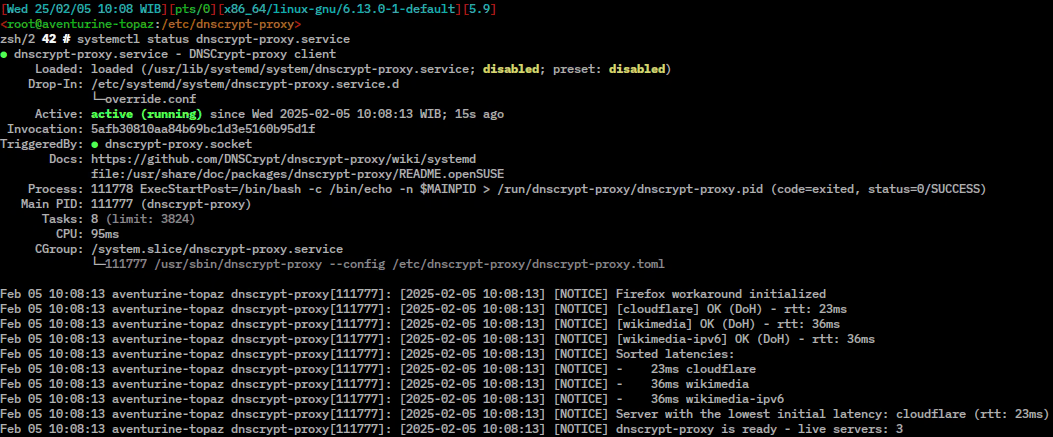
Proxy DNScrypt exécuté en tant que service systeme.

DNSCrypt est un protocole d'authentification (chiffré) de trafic DNS entre un ordinateur client (utilisateur) et des serveurs de noms. Il peut être utilisé sur les protocoles UDP et TCP.